# Erebia sapaudia
Erebia sapaudia är en fjärilsart som beskrevs av Hans Fruhstorfer 1917. Erebia sapaudia ingår i släktet Erebia och familjen praktfjärilar. Inga underarter finns listade i Catalogue of Life.